# Escalator over the Hill
Vous lisez un « bon article » labellisé en 2021.
Albums par Jazz Composer's Orchestra
The Jazz Composer's Orchestra
(1968) Relativity Suite
(1973)
Albums par Carla Bley
Jazz Realities
(1966) Tropic Appetites
(1974)
Escalator over the Hill (parfois raccourci en EOTH) est un opéra, sorti sous l'appellation de « chronotransduction » avec des « paroles de Paul Haines, adaptées et mises en musique par Carla Bley, produit et coordonné par Michael Mantler » et publié en album sous la forme d'un triple LP en 1971.
Cinquante-trois musiciens y participent, issus des milieux du jazz et du rock. L'œuvre mêle différents styles de musique, allant du jazz au rock en passant par l'expérimentation électronique, la musique indienne et les références à la musique de Kurt Weill.

## Historique

### Contexte
En 1964, Carla Bley participe, avec son compagnon Michael Mantler, à la création de la Jazz Composers Guild, un collectif créé par le trompettiste Bill Dixon où se croisent nombre de musiciens de jazz d’avant-garde. En 1966, Mantler et Carla Bley sont à l’initiative du Jazz Composer's Orchestra, émanation de la Guilde.

### Écriture

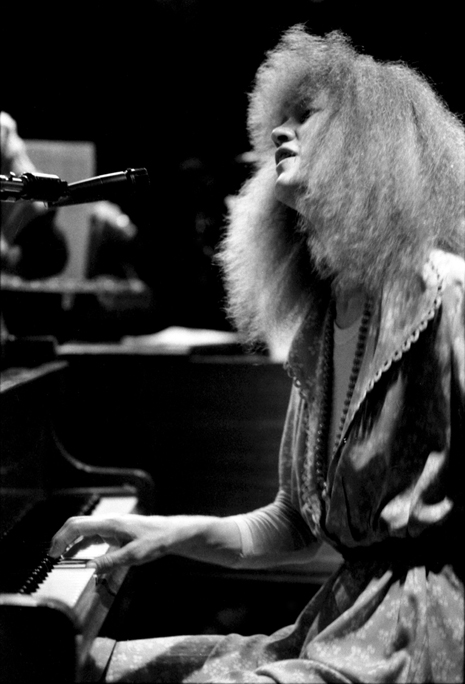
Carla Bley au Keystone Korner de San Francisco en 1979.

En janvier 1967, le poète Paul Haines envoie un poème à son amie Carla Bley, qui se trouve coller parfaitement avec un morceau que la compositrice vient d'écrire, Detective Writer Daughter.
Fortement marquée par l'écoute de Sgt. Pepper's Lonely Hearts Club Band des Beatles, sorti en 1967, Bley a le désir de faire un album similaire en jazz,. Elle demande alors à Haines, qui vient de s'installer en Inde, de lui écrire des textes pour un opéra.
Les textes reçus, Bley passe la majeure partie de l'année 1967 à écrire la musique. Si les musiciens seront ceux du Jazz Composer's Orchestra, elle ne sait pas qui pourrait chanter. Michael Mantler lui suggère de contacter le bassiste et chanteur de rock Jack Bruce, qui accepte aussitôt. Bley réalise une maquette de l'opéra, sur laquelle elle chante et joue toutes les parties, imitant le phrasé de l'actrice Viva, proche d'Andy Warhol.

### Enregistrement
L'enregistrement débute en novembre 1968 et se termine en juin 1971.
Alors que le disque est prévu pour une sortie sur un label commercial, les relations se compliquent avec celui-ci, et en 1970, Bley et Haines tombent d'accord pour trouver des fonds pour le publier sur JCOA, le label du Jazz Composer's Orchestra. Le but est que tous les revenus soient reversés à l'orchestre, et qu'EOTH ne lui coûte pas un centime. Quelques premiers morceaux (Rawalpindi Blues, Businessmen, Detective Writer Daughter, …And It's Again) sont enregistrés afin de démarcher des donateurs potentiels. Malgré un don de 15 000 $ de la part de Sherry et Sue Speeth, amis de Haines, les soirées organisées sont un échec et peu de donateurs s'engagent. Ces contraintes poussent Bley, sur la suggestion d'une amie, à créer un Original Amateur Hotel Band, orchestre de musiciens amateurs qu'il ne sera pas nécessaire de payer.
Ayant besoin de beaucoup d'espace pour enregistrer avec une trentaine de musiciens, et parce qu'ils veulent filmer les sessions, Bley et Mantler choisissent d'enregistrer dans les spacieux studios de RCA Records avec l'ingénieur du son Ray Hall, que Bley connait depuis son album A Genuine Tong Funeral. Outre les problèmes financiers, rassembler tous les musiciens dans le même studio est une affaire compliquée : ainsi Jack Bruce joue presque tous les soirs à Londres avec Tony Williams, pendant que Don Cherry est en tournée en Europe.
Plusieurs mois après le début de l'enregistrement, Ginger, une des figures centrales de l'opéra, n'a toujours pas été castée. Paul Motian suggère de proposer à Linda Ronstadt, qui racontera plus tard n'avoir jamais été confrontée à une musique aussi difficile. Ronstadt envoie par la poste les bandes qu'elle a enregistrées à Los Angeles, qui constituent une des dernières pièces du puzzle.
Pour pallier les difficultés de l'enregistrement et le fait que bien souvent les musiciens et chanteurs n'ont pas pu être en studio au même moment, Bley passe plusieurs mois en studio à mixer et monter les bandes enregistrées,.
L'enregistrement, très ambitieux, coûte très cher et endette Bley et Mantler à la hauteur de 90 000 $, causant presque leur faillite.
Le réalisateur Steve Gebhardt filme l'enregistrement de l'opéra. Son film Escalator Over the Hill, sorte de making-of de 1 h 23, sort en 1999.

## À propos de l'œuvre

### Description générale
À l'époque, Escalator over the Hill est l'œuvre jazz la plus longue jamais écrite, durant plus d'une heure et demie. Elle sera dépassée plus tard notamment par Blood on the Fields (en) de Wynton Marsalis.
L'album sort sous forme d'un coffret contenant un triple LP et un livret avec les paroles, des photos et des portraits des musiciens. La sixième et dernière face des LP originaux se termine par un locked groove sur lequel le dernier morceau, …And It's Again, se prolonge indéfiniment. Sur la réédition en CD, le son se prolonge pendant près de 20 minutes avant de s'éteindre progressivement.
L'appellation d'« opéra » peut être discutée, dans la mesure où aucun récit n'apparait clairement à travers les paroles de Haines. Le terme « chronotransduction », qu'on peut traduire par « apporté par le temps » dans un mélange de latin et de grec, n'a pas réellement de signification. Il a été inventé par Sherry Speeth, un ami de Haynes.

### Musiciens

Chanteurs
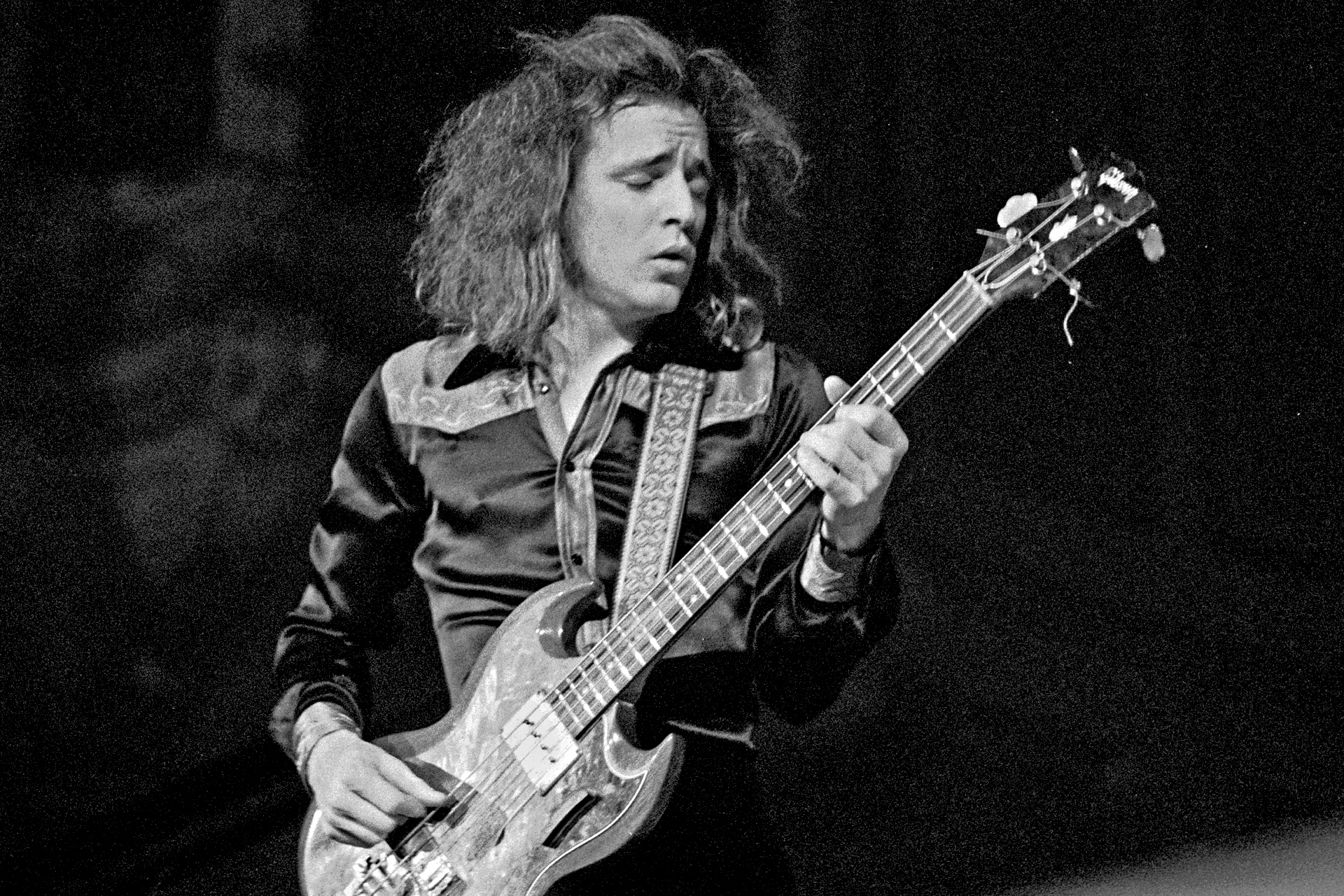
Jack Bruce en 1972.
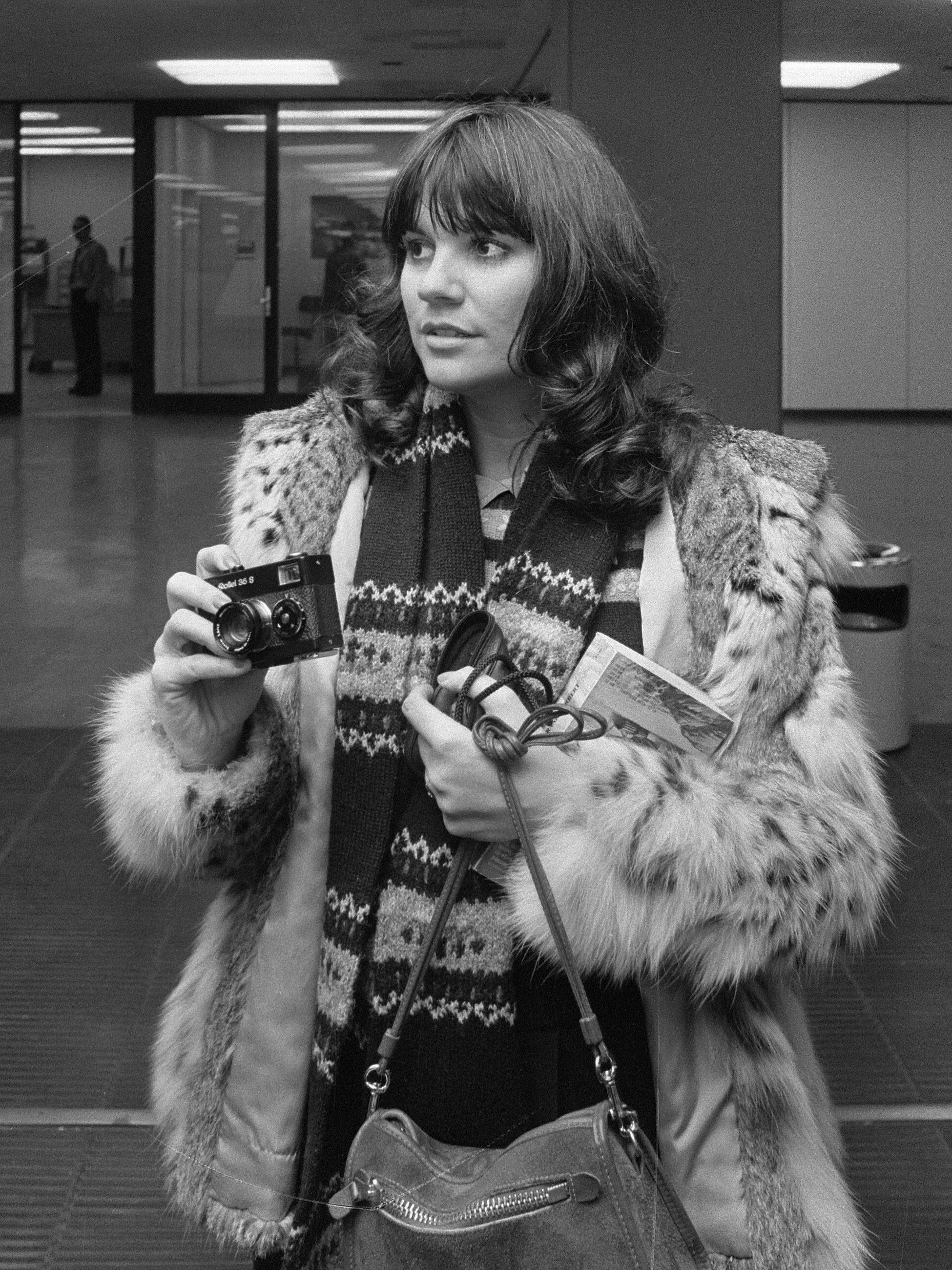
Linda Ronstadt en 1976.
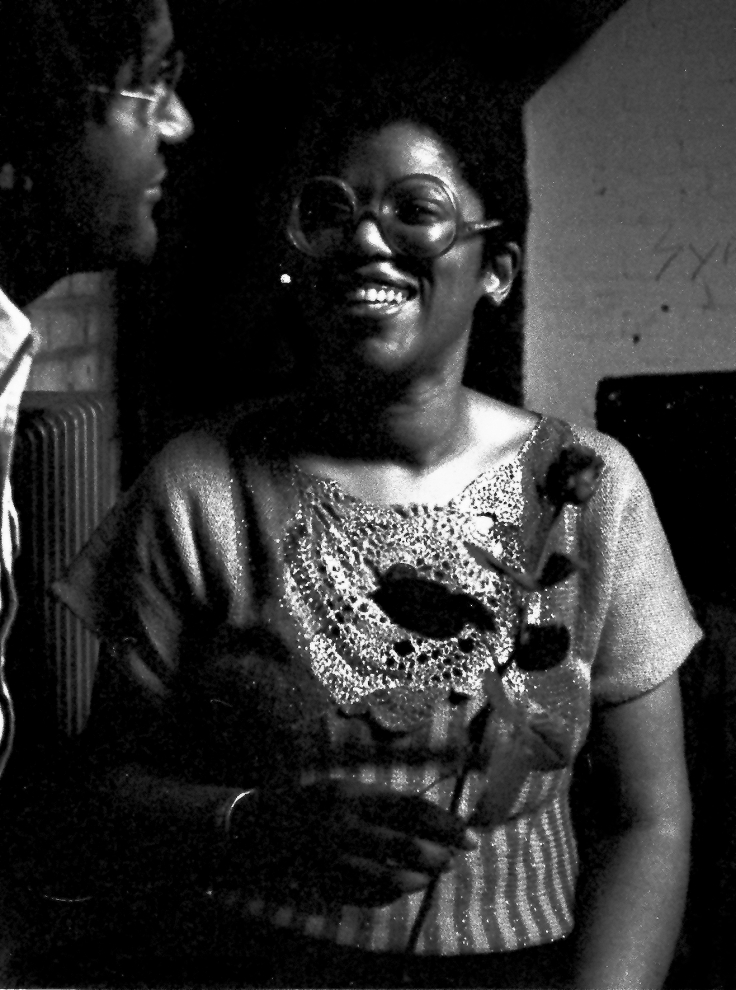
Jeanne Lee en 1984.
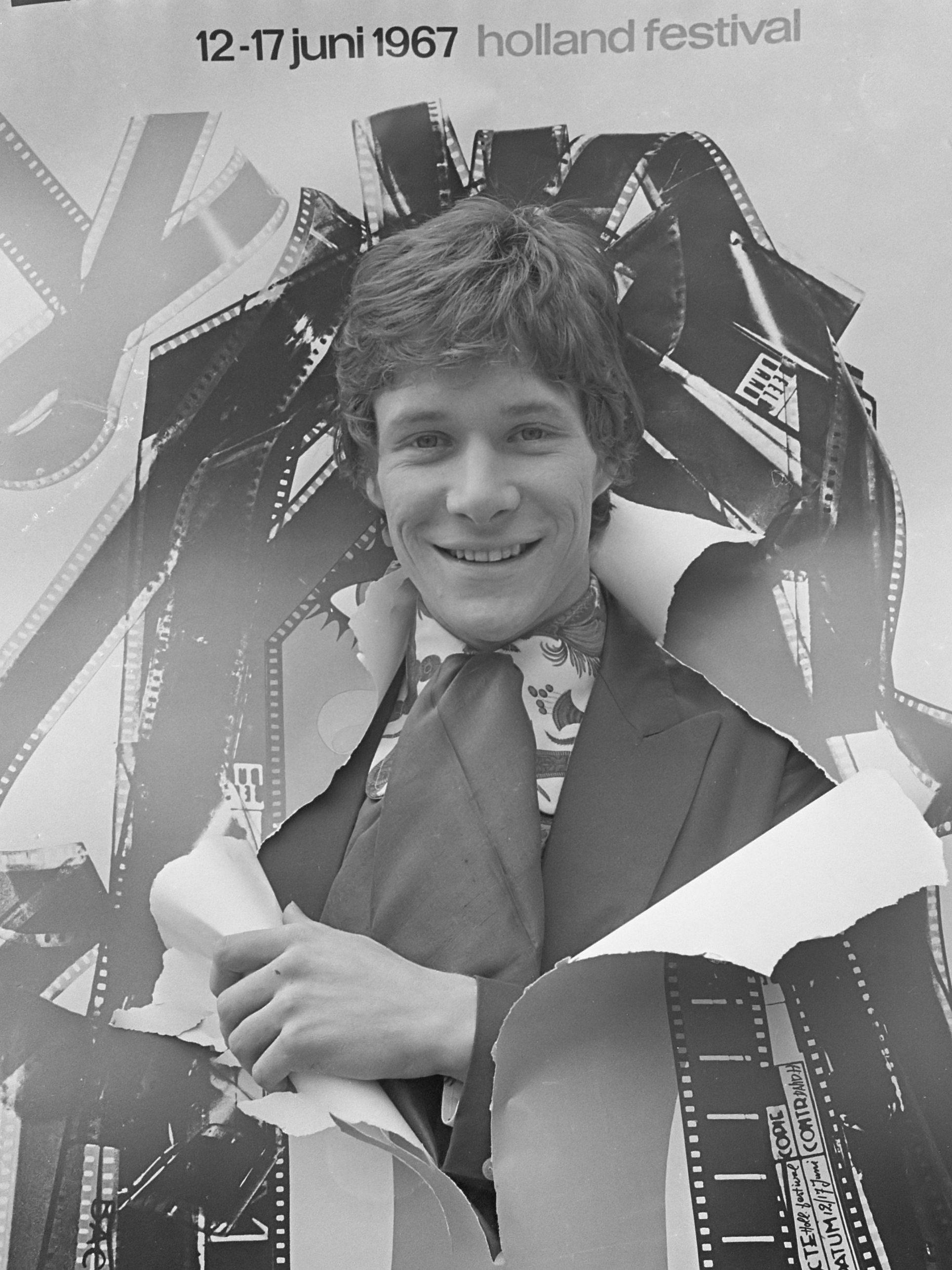
Paul Jones en 1967.

Cinquante-trois musiciens participent à EOTH, issus en grande partie de l'élite du jazz et du rock de l'époque. Pour le critique Stuart Broomer, EOTH rassemble le meilleur de « l'énergie créative qui régnait entre 1968 et 1972 ».
La narratrice est l'actrice Viva, proche d'Andy Warhol. Les principales voix sont celles de Jack Bruce (qui joue aussi de la basse) et de la jeune et alors peu connue Linda Ronstadt. On peut également entendre au chant Jeanne Lee, Paul Jones (qui a demandé à faire partie du projet), Carla Bley, Don Preston, Sheila Jordan et Karen Mantler, la fille de Bley et Michael Mantler, alors âgée de 4 ans. Des amateurs, parfois de simples passants, figurent également au casting.
Parmi les solistes, on trouve des musiciens issus du monde du jazz et du free jazz comme Don Cherry, Enrico Rava, Gato Barbieri, Roswell Rudd ou Charlie Haden, et des personnalités issues du rock ou du jazz-rock comme John McLaughlin.

Musiciens
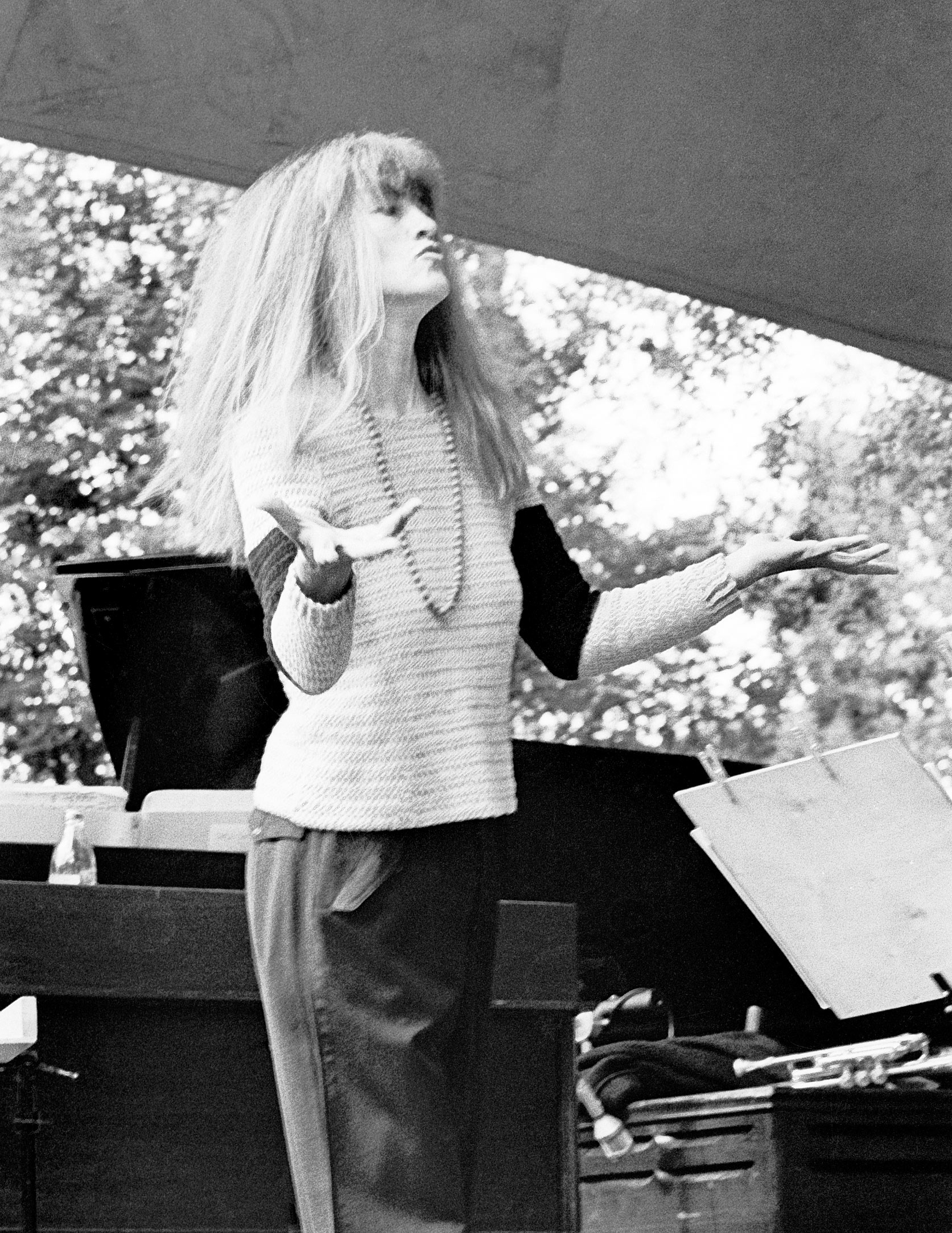
Carla Bley en 1978.
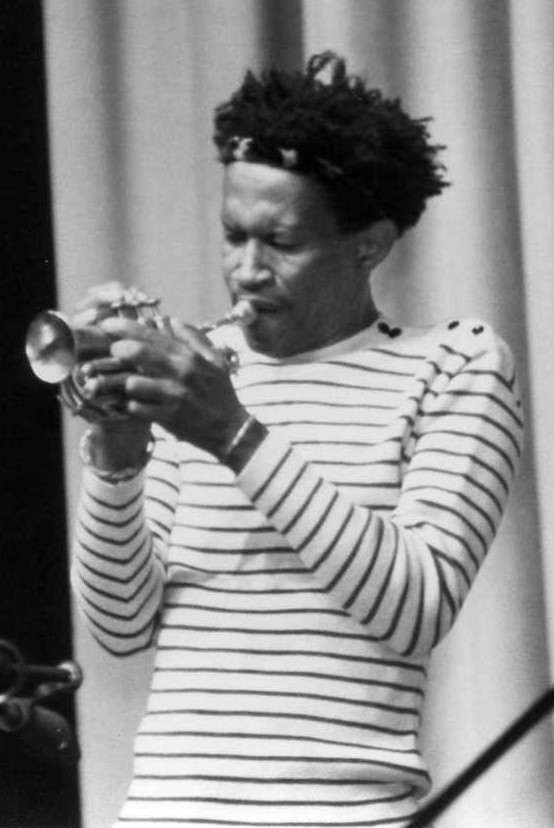
Don Cherry en 1987.
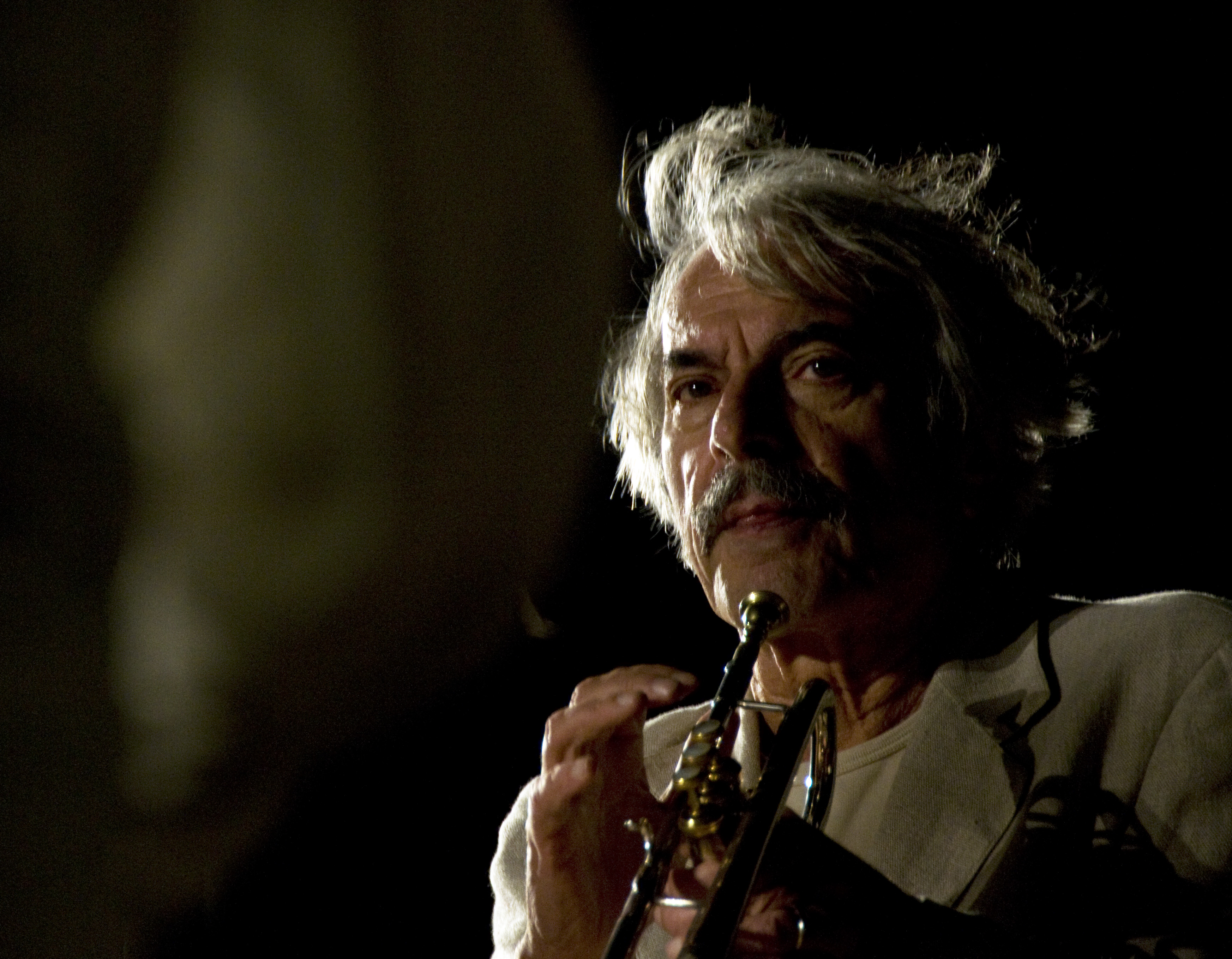
Enrico Rava en 2009.
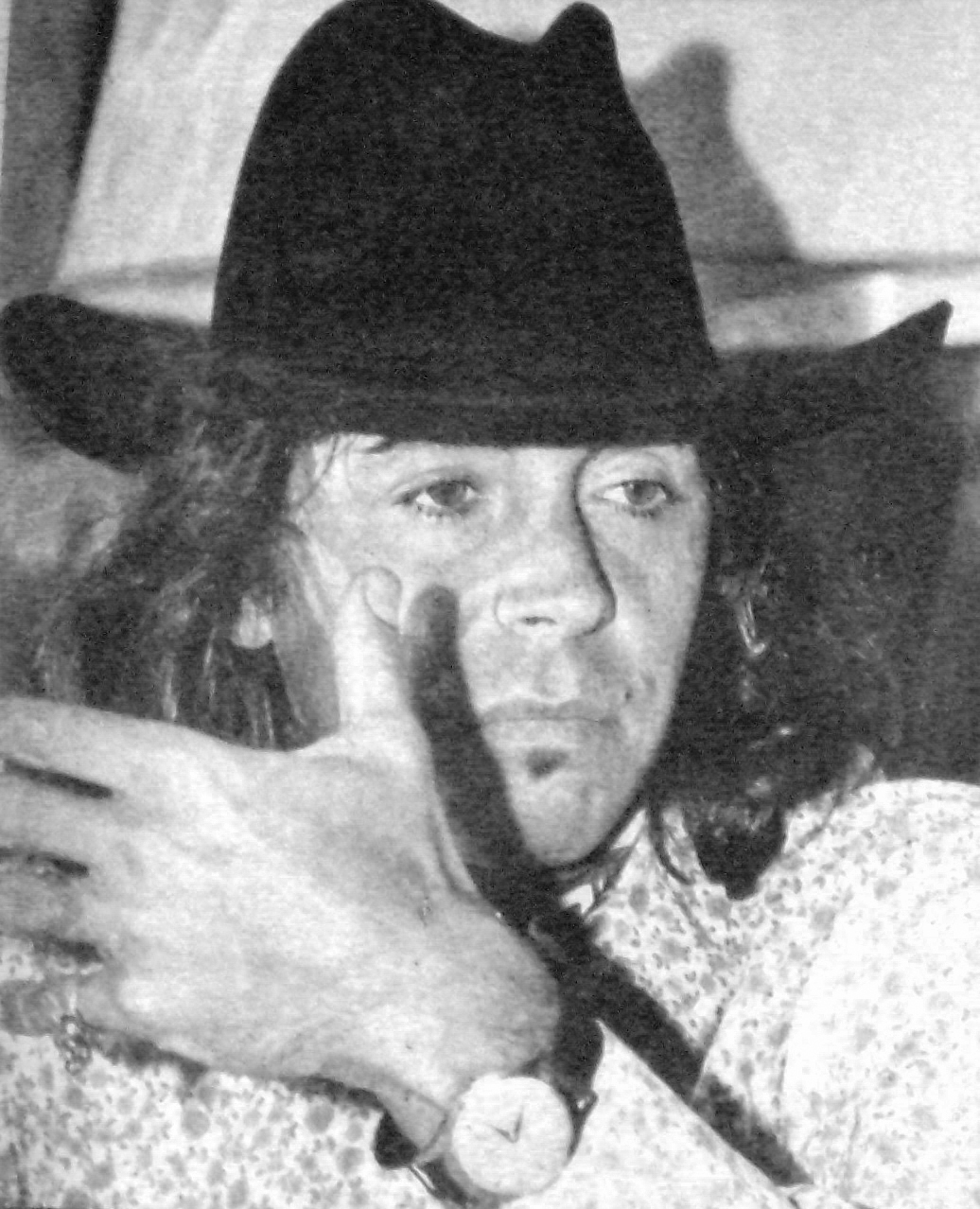
Gato Barbieri en 1970.
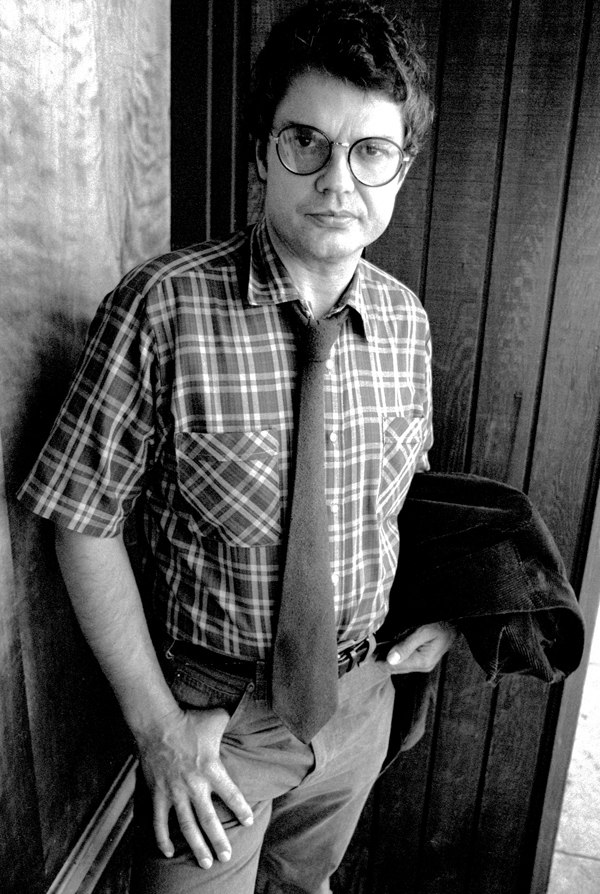
Charlie Haden en 1981.

### Livret
Le livret, considéré comme largement incompréhensible,, est basé sur des poèmes de Haines, souvent brefs et elliptiques, surréalistes voire dadaïstes, souvent pleins d'esprit. Les paroles sont largement dépourvues de sens, comme le souligne le critique Marcello Carlin : « pas de protestation, pas de commentaire social. Aucune expression de l'amour, de chagrin, d'espoir ou de désespoir ». C'est à l'auditeur d'interpréter ce qui est joué et chanté.

### Musique

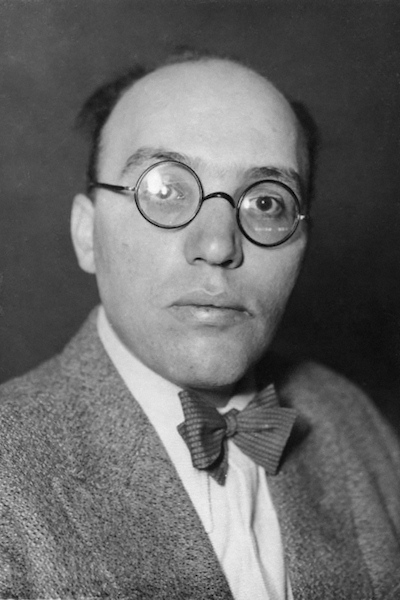
Kurt Weill en 1932.

À partir des poèmes de Haines, Carla Bley crée une continuité musicale et théâtrale, qui peut faire penser à l'esthétique du collage,. EOTH est une œuvre marquée par son époque, dans laquelle on peut entendre du rock, des expérimentations avec des synthétiseurs et des ring Modulators, de la musique indienne, des références la musique de théâtre de Kurt Weill et du free jazz. La fin de l'album peut également faire penser au travail de Frank Zappa,. La « Phantom Music », de l'expérimentation électronique, peut préfigurer ce que feront The Residents.

## Déroulé
L'album est construit en six parties, précédées d'une introduction (19 min 13 s) :
1. Cecil Clark's Old Hotel (12 min 25 s)
2. Off Premises (8 min 11 s)
3. Cecil Clark's (11 min 58 s)
4. In the Meadow or in Hotels (5 min 24 s)
5. In Flux (31 min 35 s)
6. Over the Hill (11 min 6 s)

Chaque partie comprend plusieurs morceaux, qui souvent s'enchaînent les uns les autres, pour un total de 27 pistes.

### Introduction
Escalator over the Hill débute par une fanfare qui devient de plus en plus free. This Is Here… commence par un murmure qui gagne progressivement en intensité, jusqu'à un déchaînement harmonique et vocal : ce début est en fait la fin de l'album passée à l'envers. La batterie de Paul Motian et les congas de Roger Dawson (en) introduisent la clarinette de Perry Robinson, suivi du saxophone ténor de Gato Barbieri. Après l'arrivée de la Phantom music apparaissent une fanfare macabre, des voix flottantes et des bruits de grenouilles.

### Cecil Clark's Old Hotel
Ce passage semble se concentrer sur les histoires des clients du vieil hôtel de Cecil Clark, à Rawalpindi au Pakistan, sans doute inspiré de l'Hôtel Chelsea. Don Preston chante Like Animals. Le morceau Escalator over the Hill semble d'abord très inspiré par Kurt Weill dans sa structure, avant de se lancer dans une forme libre puis de revenir à un choral d'église. Le morceau-titre, sur lequel on entend Karen Mantler, peut être vu comme une métaphore de la violence du capitalisme. L'expérimentation électronique de Phantom Music arrive sur Stay Awake. Ginger and David est une ballade chantée par Sheila Jordan, puis l'Hotel Lobby Band enchaîne sur Song to Anything That Moves. Après des cuivres évoquant Weill, le thème d'Escalator over the Hill est repris.

### Off Premises
Le Jack’s Travelling Band, un groupe orienté rock avec Jack Bruce et John McLaughlin, fait son entrée pour plusieurs chansons avant-pop. Sur Businessmen, on peut déceler l'influence de Can, du Tony Williams Lifetime et du Mahavishnu Orchestra. Why est une ballade chantée par Linda Ronstadt accompagnée par Charlie Haden dans une ambiance country/western ironique, évoquant les caprices d'un monde qui ne se regarde plus dans le miroir.

### Cecil Clark's
Sur Detective Writer Daughter, le chant élaboré de Jack Bruce se confronte au chant délibérément médiocre de Bley. Après Slow Dance (Transductory Music), un interlude délicat et sombre aux cuivres, suit le brut Smalltown Agonist, chanté par Paul Jones, qui raconte, mêlant mensonges et vérités, un viol commis sur Ginger dans l'hôtel. La tension grimpe à mesure que des voix s'ajoutent, jusqu'au solo de saxophone ténor de Gato Barbieri.

### In the Meadow or in Hotels
La musique s'assombrit avec le monologue sinistre de Bley sur End of Head, suivi par une valse à la Kurt Weil (Over Her Head), en partie joué par l'Original Amateur Hotel Band. Linda Ronstadt (Ginger) se joint à Bley dans un chant désespéré évoquant le suicide. Little Pony Soldier est chanté par Jack Bruce.

### In Flux
Sur Oh Say Can You Do?, le monologue robotique de Bill Leonard dialogue avec Bley au calliope. Les climats continuent de changer, passant de la fête foraine à la musique atonale, avant d'enchaîner sur une ballade au piano chantée par Bley, Holiday in Risk. Holiday In Risk Theme est joué à la manière de Glenn Miller.
A.I.R. (All India Radio), joué par le Desert Band mené par Don Cherry, s'aventure sur les territoires de la musique indienne. Le thème évoque Mahjong de Wayne Shorter. Le livret contient des paroles supplémentaires qui doivent être lues pendant les solos électriques de McLaughlin sur Rawalpindi Blues. Le Desert Band revient, jouant une musique poignante. Sur End of Rawalpindi, on retrouve le Jack’s Travelling Band, rejoint par le Desert Band avec Don Cherry au chant,.

### Over the Hill
La dernière partie peut ressembler à une nécrologie.
De retour à l'hôtel de Cecil Clark, Don Preston chante End of Animals, une reprise de la chanson d'ouverture Like Animals. Dans …And It's Again, les personnages reviennent avant l'effondrement final de l'hôtel. La Phantom Music réapparaît, diverses voix s'entremêlent. Bruce hurle le mot « again », et la musique s'éteint dans un murmure évoquant celui du début.

## Récompenses
- Meilleur album de jazz 1972, élu par les lecteurs de Melody Maker[18]
- Oscar du meilleur disque de jazz moderne 1972, décerné par l'Académie du jazz[19]

## Postérité
Jeff Friedman réorchestre la partition, et Escalator over the Hill est joué pour la première fois en concert à Cologne en 1997.
En 1998, EOTH fait une tournée en Europe, notamment à Jazz à Vienne, avec Carla Bley, Karen Mantler et Paul Haines. Les musiciens sont ceux qui accompagnent habituellement Bley, à savoir Gary Valente, Andy Sheppard, Wolfgang Puschnig ou encore Steve Swallow. Les chanteurs sont Phil Minton, Linda Sharrock et Syd Straw. L'opéra est rejoué en 2006 à Essen en Allemagne.

## Critique
La critique est largement laudative à propos de l'album. Ainsi, Marcello Carlin (Stylus) considère qu'EOTH est « le plus grand album jamais réalisé ». Pour Jonathon Cott's (Rolling Stone), « Escalator Over the Hill synthétise et s'appuie sur une large palette de genres musicaux, rendus cohérents par le sens de la forme et de l'unité de Carla Bley. Cet opéra est une rencontre musicale internationale de premier ordre ». Pour Stuart Broomer (Amazon), « EOTH dépasse ses ambitions, synthétisant des genres et langages d'une manière nouvelle (et toujours inédite), défrichant des chemins que peu de musiciens ont eu la créativité ou l'énergie d'emprunter ». Pour Trevor Maclaren (All About Jazz), « ce disque est l'un des plus singuliers de la musique moderne. […] L'ensemble peut paraître un peu daté, mais la nostalgie est une des grandes qualités d'Escalator over the Hill ».
Sur Citizen Jazz, Philippe Méziat qualifie EOTH d'« œuvre majeure du XXe siècle ». Pour Eva Aym, Escalator over the Hill « est un pied de nez : il nargue — ou plutôt bafoue — les diktats de la composition et de l’improvisation, les querelles intestines et stupides des intellos-aficionados du jazz, les sacro-saintes lois de ses principaux courants. Outrage ! Carla Bley ouvre la voie à un espace artistique où tout est permis ». Pour Éric Delhaye (Qwest TV), « à la fois reflet de son époque et projection futuriste, [l'album] continue pourtant de fasciner pour ce qu’il conjuge la liberté et le cadre, le sensoriel et le cérébral, l’absurde et le sérieux. Une avalanche qui ensevelit l’auditeur d’autant plus implacablement qu’elle ne cesse jamais ».
Stéphane Olliver écrit dans Les Inrockuptibles qu'EOTH est « un mythe musical qui n’a rien perdu de son punch baroque, ni de ses vertus révolutionnaires. […] La grande originalité de cet opéra fou aura été d’inventer un télescopage inédit entre l’univers du free, en pleine diaspora, magnifiquement incarné par l'Argentin Gato Barbieri […] et le citoyen du monde Don Cherry […], celui de la pop-music créative de l'époque, des Beatles à Hendrix en passant par Soft Machine ou Zappa, et celui de la comédie musicale, tendance Broadway versant moderniste ».
Pour Jazz Magazine, EOTH est un « chef-d'œuvre immortel », toujours d'actualité par la puissance et la variété de son expression.
Par contre, pour Richard S. Ginell (AllMusic), le livret incompréhensible et la musique un peu prétentieuse n'a pas très bien vieilli, malgré de beaux moments.

## Liste des pistes
Toutes les paroles sont écrites par Paul Haynes, toute la musique est composée par Carla Bley.
| Section                    | Titre                           | Durée       | Durée de la section | LP  | CD   |
| -------------------------- | ------------------------------- | ----------- | ------------------- | --- | ---- |
|                            | Hotel Overture                  | 13 min 11 s | 19 min 13 s         | A   | 1-1  |
| This Is Here…              | 6 min 2 s                       | B1          | 19 min 13 s         | 1-2 |      |
| Cecil Clark's Old Hotel    | Like Animals                    | 1 min 21 s  | 12 min 25 s         | B2  | 1-3  |
| Cecil Clark's Old Hotel    | Escalator over the Hill         | 4 min 57 s  | 12 min 25 s         | B3  | 1-4  |
| Cecil Clark's Old Hotel    | Stay Awake                      | 1 min 31 s  | 12 min 25 s         | B4  | 1-5  |
| Cecil Clark's Old Hotel    | Ginger and David                | 1 min 39 s  | 12 min 25 s         | B5  | 1-6  |
| Cecil Clark's Old Hotel    | Song to Anything That Moves     | 2 min 22 s  | 12 min 25 s         | B6  | 1-7  |
| Cecil Clark's Old Hotel    | EOTH Theme                      | 0 min 35 s  | 12 min 25 s         | C1  | 1-8  |
| Off Premises               | Businessmen                     | 5 min 38 s  | 8 min 11 s          | C2  | 1-9  |
| Off Premises               | Ginger and David Theme          | 0 min 57 s  | 8 min 11 s          | C3  | 1-10 |
| Off Premises               | Why                             | 2 min 19 s  | 8 min 11 s          | C4  | 1-11 |
| Off Premises               | It's Not What You Do            | 0 min 17 s  | 8 min 11 s          | C5  | 1-12 |
| Cecil Clark's              | Detective Writer Daughter       | 3 min 16 s  | 11 min 58 s         | C6  | 1-13 |
| Cecil Clark's              | Doctor Why                      | 1 min 28 s  | 11 min 58 s         | C7  | 1-14 |
| Cecil Clark's              | Slow Dance (Transductory Music) | 1 min 50 s  | 11 min 58 s         | C8  | 1-15 |
| Cecil Clark's              | Smalltown Agonist               | 5 min 24 s  | 11 min 58 s         | C9  | 1-16 |
| In The Meadow Or In Hotels | End of Head                     | 0 min 38 s  | 5 min 24 s          | D1  | 2-1  |
| In The Meadow Or In Hotels | Over Her Head                   | 2 min 38 s  | 5 min 24 s          | D2  | 2-2  |
| In The Meadow Or In Hotels | Little Pony Soldier             | 4 min 36 s  | 5 min 24 s          | D3  | 2-3  |
| In Flux                    | Oh Say Can You Do?              | 1 min 11 s  | 31 min 35 s         | D4  | 2-4  |
| In Flux                    | Holiday in Risk                 | 3 min 10 s  | 31 min 35 s         | D5  | 2-5  |
| In Flux                    | Holiday in Risk Theme           | 0 min 52 s  | 31 min 35 s         | D6  | 2-6  |
| In Flux                    | A.I.R. (All India Radio)        | 3 min 58 s  | 31 min 35 s         | E1  | 2-7  |
| In Flux                    | Rawalpindi Blues                | 12 min 44 s | 31 min 35 s         | E2  | 2-8  |
| In Flux                    | End of Rawalpindi               | 9 min 40 s  | 31 min 35 s         | F1  | 2-9  |
| Over The Hill              | End of Animals                  | 1 min 11 s  | 11 min 6 s          | F2  | 2-10 |
| Over The Hill              | …And It's Again                 | 9 min 55 s  | 11 min 6 s          | F3  | 2-11 |

## Musiciens

### Casting principal
- Jack Bruce : Jack, Parrot
- Carla Bley : Leader, Mutant, Voice, Desert women
- Don Cherry : Sand Shepherd
- Linda Ronstadt : Ginger
- Jeanne Lee : Ginger II
- Paul Jones : David
- Don Preston : Doctor, Lion
- Viva : Viva
- Tod Papageorge : Cecil Clark
- Charlie Haden, Steve Ferguson : ses amis
- Bill Leonard : Calliope Bill
- Bob Stewart : Roomer
- Karen Mantler : Ancient Roomer
- Roswell Rudd : Loudspeaker
- Sheila Jordan : Used Woman
- Rosalind Hupp : Operasinger
- Jane Blackstone : Nurse
- Howard Johnson : Yodelling ventriloquist
- Timothy Marquand : Therapist
- Perry Robinson : Dad
- Jane Blackstone, Carla Bley, Jonathan Cott, Sharon Freeman, Steve Gebhardt, Tyrus Gerlach, Eileen Hale, Rosalind Hupp, Jack Jeffers, Howard Johnson, Sheila Jordan, Michael Mantler, Timothy Marquand, Nancy Newton, Tod Papageorge, Don Preston, Bill Roughen, Phyllis Schneider, Bob Stewart, Pat Stewart, Viva : Phantoms, Multiple Public Members, Hotelpeople, Women, Men, Flies, Bullfrogs, Mindsweepers, Speakers, Blindman

### Instrumentistes
| Musicien           | Instrument(s)                                       | Formations                   | Formations            | Formations  | Formations                  | Formations    |
| Musicien           | Instrument(s)                                       | Orchestra & Hotel Lobby Band | Jack's Traveling Band | Desert Band | Original Hotel Amateur Band | Phantom Music |
| ------------------ | --------------------------------------------------- | ---------------------------- | --------------------- | ----------- | --------------------------- | ------------- |
| Gato Barbieri      | saxophone ténor                                     | oui                          |                       |             |                             |               |
| Souren Baronian    | clarinette                                          |                              |                       | oui         |                             |               |
| Karl Berger        | vibraphone                                          | oui                          |                       |             |                             |               |
| Carla Bley         | orgue, célesta, carillon tubulaire, calliope, piano | oui                          | oui                   | oui         | oui                         | oui           |
| Sam Brown          | guitare                                             |                              |                       | oui         |                             |               |
| Jack Bruce         | guitare basse, chant                                |                              | oui                   |             |                             |               |
| John Buckingham    | tuba                                                | oui                          |                       |             |                             |               |
| Sam Burtis         | trombone                                            | oui                          |                       |             |                             |               |
| Bob Carlisle       | cor d'harmonie                                      | oui                          |                       |             |                             |               |
| Don Cherry         | trompette                                           |                              |                       | oui         |                             |               |
| Roger Dawson (en)  | congas, xylophone                                   | oui                          |                       |             |                             |               |
| Sharon Freeman     | cor d'harmonie                                      | oui                          |                       |             |                             |               |
| Charlie Haden      | contrebasse                                         | oui                          |                       |             |                             |               |
| Peggy Imig         | clarinette                                          |                              |                       |             | oui                         |               |
| Jack Jeffers       | trombone basse                                      | oui                          |                       |             |                             |               |
| Leroy Jenkins      | violon                                              |                              |                       | oui         |                             |               |
| Howard Johnson     | tuba                                                |                              |                       |             | oui                         |               |
| Jimmy Knepper      | trombone                                            | oui                          |                       |             |                             |               |
| Jimmy Lyons        | saxophone alto                                      | oui                          |                       |             |                             |               |
| Michael Mantler    | piano préparé, trompette, trombone                  | oui                          |                       |             | oui                         | oui           |
| Ron McClure        | contrebasse                                         |                              |                       | oui         |                             |               |
| John McLaughlin    | guitare                                             |                              | oui                   |             |                             |               |
| Bill Morimando     | glockenspiel, célesta                               | oui                          |                       |             |                             |               |
| Paul Motian        | batterie, dumbec                                    | oui                          | oui                   | oui         | oui                         |               |
| Nancy Newton       | alto                                                | oui                          |                       |             | oui                         |               |
| Don Preston        | synthétiseur Moog                                   |                              |                       |             |                             | oui           |
| Enrico Rava        | trompette                                           | oui                          |                       |             |                             |               |
| Perry Robinson     | clarinette                                          |                              |                       |             | oui                         |               |
| Roswell Rudd       | trombone                                            | oui                          |                       |             |                             |               |
| Calo Scott         | violoncelle                                         |                              |                       | oui         |                             |               |
| Michael Snow       | trompette                                           |                              |                       |             | oui                         |               |
| Chris Woods (en)   | saxophone baryton                                   | oui                          |                       |             |                             |               |
| Richard Youngstein | basse                                               |                              |                       |             | oui                         |               |

### Filmographie
- Escalator over the Hill, documentaire sur l'enregistrement de l'album réalisé par Steve Gebhardt, sorti en 1998.« Escalator over the Hill » (présentation de l'œuvre), sur l'Internet Movie Database.